# Świadkowie Jehowy w województwie świętokrzyskim
Świadkowie Jehowy w województwie świętokrzyskim – na terenie województwa świętokrzyskiego. W wyniku Narodowego Spisu Powszechnego Ludności i Mieszkań 2011 określono liczbę osób na terenie województwa deklarujących swoją przynależność religijną do Świadków Jehowy na 3092. Natomiast liczba głosicieli według opracowania GUS „Wyznania religijne w Polsce 2019–2021” w roku 2021 wynosiła 2747. W listopadzie 2024 roku na terenie województwa znajdowały się miejsca zebrań 29 zborów (w tym dwóch grup polskiego języka migowego: w Kielcach i Ostrowcu Świętokrzyskim, dwóch grup rosyjskojęzycznych: w Kielcach i Sandomierzu oraz grupy hiszpańskojęzycznej w Starachowicach).

## Historia

### Początki

#### Lata 20. XX wieku
Historia Świadków Jehowy w województwie świętokrzyskim sięga początku lat 20. XX wieku. Pierwsza wzmianka o wyznawcach pochodzi z połowy grudnia roku 1920 i dotyczy Stanisława Wypycha z Kaczkowic, który prowadził działalność na ziemi kaliskiej. Od roku 1922 w okolicach Osieku działalność kaznodziejską prowadził Wincenty Maciosa, pochodzący ze wsi Strzegom koło Staszowa, który powrócił ze Stanów Zjednoczonych, gdzie został Badaczem Pisma Świętego. W związku z tym w czerwcu 1925 roku przed Sądem Okręgowym w Radomiu toczyła się przeciwko niemu sprawa karna; został skazany na 2 lata pozbawienia wolności.
W 1923 roku działalność prowadzono w okolicach Wiśniowej pod Staszowem. Działał tam Błażej Wójcik. W 1925 roku działał 17-osobowy zbór w Kaczkowicach oraz zbór w Dobiesławicach.

#### Lata 30. XX wieku
Na początku lat 30. XX wieku działały Świadków Jehowy (przyjęcie nowej nazwy w 1931 roku) zbory w następujących miejscowościach: Kielce, Ostrowiec Świętokrzyski, Strzelce, Raków i Kaczkowice.
W roku 1930 regularną działalność kaznodziejską prowadzono również m.in. na terenie powiatu włoszczowskiego.
W procesie, który się odbył 6 października 1931 roku w Sandomierzu, zarzucono im głoszenie „pokoju ewangelicznego”, przejawiającego się w całkowitej negacji służby wojskowej i oskarżono także, że uznają się za osoby, których nie można zmusić do obrony kraju.
22 stycznia 1932 roku Sąd Okręgowy uchylił zajęcie publikacji biblijnych przez Prokuraturę w Opatowie. 19 maja 1932 roku Sąd Grodzki w Sandomierzu umorzył śledztwo w sprawie działalności kaznodziejskiej prowadzonej przez Wincentego Miciosa, Mikołaja Mandziaka, Stefana Raczka, Alfonsa Cieślaka i Józefa Milczarka.
W 1935 roku na terenie województwa kieleckiego działalność prowadzili pionierzy. W latach 30. XX wieku prześladowano grupę Świadków Jehowy w Kielcach. Jak napisał w swoich wspomnieniach pionier, Bolesław Zawadzki, podczas zebrania tego wyznania „dom w Kielcach otoczył tłum złożony z 2000 ludzi, którzy wznosili wrogie okrzyki i zaczęli rzucać kamieniami. Niektórzy taczkami dowozili świeże zapasy. Kiedy potem domownicy wywozili kamienie, które wpadły przez zrujnowany dach i okna, wypełniły one sześć wozów konnych!”.

### Okres II wojny światowej
W czasie II wojny światowej wielu wyznawców zostało zabitych. 20 maja 1943 roku został zamordowany przez Niemców Henryk Kubica, który odmówił kopania okopów koło Małogoszcza. W roku 1944 Marian Tkacz, jeden z pierwszych wyznawców na Kielecczyźnie, został zabity w czasie transportu z Kielc. Pod koniec wojny, gdy zbliżał się front wschodni, zmuszano ludzi do kopania rowów przeciwczołgowych. Ze względu na neutralność polityczną Świadkowie Jehowy odmawiali udziału w takich pracach. Skutkiem tego niektórzy z nich zostali publicznie rozstrzelani. 1 stycznia oraz 26 marca 1945 roku w Szwagrowie za przynależność do Świadków Jehowy dokonano dwóch zabójstw. Publikacje Świadków Jehowy były powielane konspiracyjnie w Warszawie, a potem w Krakowie i dostarczane na Kielecczyznę.

### Okres powojenny
W 1946 roku funkcjonariusze Urzędu Bezpieczeństwa zaczęli prowadzić sprawy (trwające do 1953 roku) „dotyczące operacyjnego rozpoznania i rozpracowania osób należących do związku wyznaniowego Świadkowie Jehowy w związku z działalnością prowadzoną na terenie woj. kieleckiego”.
W roku 1947 na terenie województwa kieleckiego działało 29 zborów.
W 1948 roku funkcjonariusze Urzędu Bezpieczeństwa rozpoczęli prowadzić sprawy (trwające do 1955 roku) „rozpoznania i rozpracowania członków związku wyznaniowego Świadkowie Jehowy w związku z działalnością prowadzoną na terenie woj. kieleckiego”; oraz powiatów: pińczowskiego; sandomierskiego; jędrzejowskiego; starachowickiego; opatowskiego; oraz „sprawę obiektową o kryptonimie „Jehowa” dotyczącą działalności Świadków Jehowy” (1948–1954).
Według szacunków Wojewódzkiego Urzędu Bezpieczeństwa wiosną 1950 roku na terenie województwa działało 40 grup (zborów). Ustalił też informacje o 765 głosicielach mieszkających w województwie kieleckim oraz oszacował na 1600 liczbę głosicieli oraz osób zainteresowanych. W czerwcu 1950 roku według kolejnych szacunków WUB działało 28 grup i co najmniej 900 głosicieli.

### Prześladowania

#### Lata 50. XX wieku
W roku 1950 nastąpiła delegalizacja działalności i fala aresztowań i od tego roku działalność prowadzona była konspiracyjnie. 
19 czerwca 1950 roku UB w Sandomierzu zatrzymało Jana Śmieszka, zmarł wskutek pobicia przez funkcjonariuszy UB w Kielcach.
W województwie kieleckim, poza główną akcją aresztowań z czerwca, 5 lipca 1950 roku przeprowadzono następną, podczas której aresztowano kolejnych. Według niepełnych danych na dzień 8 lipca 1950 roku liczba aresztowanych w województwie wynosiła 25 osób. Do 5 sierpnia liczba wzrosła do 70 osób, 23 osób zostało zwolnionych, a 47 pozostawało w areszcie. Na koniec 1950 roku spośród 101 aresztowanych, 10 zostało skazanych na bezwzględne kary pozbawienia wolności.
Funkcjonariusze Urzędu Bezpieczeństwa rozpoczęli prowadzić sprawy przeciwko działalności Świadków Jehowy na terenie województwa kieleckiego (kryptonim „R-72”) oraz m.in. w Kielcach, Kazimierzy Wielkiej, Busku-Zdroju, Jędrzejowie, Pińczowie, Opatowie, Sandomierzu, Staszowie i Seceminie. Prowadzono sprawy również sprawy operacyjne m.in. przeciwko takim osobom jak: Stanisława Sawicka (1950); Eugeniusz Wójcik (1950–1951); Jan Godzwon, dotyczącej działalności na terenie powiatu staszowskiego (1950–1955); Marian Mierzycki (1953–1954); Michał Łęczek (1958–1960); Jerzy Kulesza (1952–1957); Świadkom Jehowy działających w powiecie buskim (1952–1955) i powiecie kieleckim (1955–1969); sprawy „dotyczące operacyjnego rozpoznania osób należących do związku wyznaniowego Świadkowie Jehowy uchylających się przed odbyciem służby wojskowej”(1954–1956) oraz sprawy o kryptonimach: „Sługa”, dotyczącej działalności w powiecie pińczowskim (1953). 12 stycznia 1953 roku Służba Bezpieczeństwa w Pińczowie aresztowała Świadka Jehowy, który w wyniku pobicia zmarł 8 dni później.

#### Lata 60. XX wieku
W latach 60. XX w. powstały następne grupy wyznawców. W roku 1960 oficer UB kapitan Pabisiak z Warszawy przeprowadził w Kielcach liczne rewizje i przesłuchania wśród wyznawców.
W maju 1961 roku przed Sądem Wojewódzkim w Radomiu toczyła się rozprawa przeciwko Józefowi Wanejowi z powiatu sandomierskiego za przechowywanie i rozprowadzanie publikacji Świadków Jehowy. 15 marca 1962 roku w czasie zebrania w Starachowicach zatrzymano 9 Świadków Jehowy. 2 marca 1963 roku Sąd Wojewódzki w Kielcach za działalność religijną skazał ich od 1,5 do 2,5 roku kary więzienia, podwyższone do 3 lat lub 2 lat i 6 miesięcy jeszcze przez Sąd Najwyższy 19 marca 1964 roku. 20 grudnia 1995 roku Sąd Najwyższy uznał, że wszyscy byli niewinni.
Prowadzono sprawy operacyjne m.in. przeciwko takim osobom jak: Marian Gołos, Ryszard Filipek, Wincenty Nowak (1960–1961); Józef Kępa, Genowefa Poszelężna, Jan Woś, Elizeusz Ferenc, Marianna Woś (1960–1963) „w sprawie wytwarzania oraz rozpowszechniania nielegalnych materiałów związanych z działalnością Świadków Jehowy, założenia nielegalnej drukarni w Korzecku”; Bolesława Jędryka (1960–1962) „w sprawie rozpowszechniania literatury Świadków Jehowy na terenie miejscowości Secemin”; Władysław Dębski i Paweł Zygart, (o to „że poprzez organizację na terenie swoich zabudowań nielegalnej drukarni, rozpowszechniania nielegalnych materiałów wytwarzanych w tejże drukarni”; 1962); Jerzy Kulesza (1962–1971); Józef Warnej (1962–1963); Władysław Szklarzewicz; „o nakłanianie Napoleona Madeja brygadzistę usług graficznych w Spółdzielni Pracy Usług Administracyjnych Różnych w Krakowie do wydania nielegalnego czasopisma „Strażnica” i udział w organizowaniu zebrań, sporządzanie sprawozdań szyfrowych, przechowywanie i rozpowszechnianie wydawnictw Świadków Jehowy” (1961–1964); Mieczysława Wrochna; Edwin Borzyński (1964–1967) oraz m.in. sprawy o kryptonimach: „Piekarnia”, „Zimny”, „Tomasz” (dotycząca „próby zorganizowania nielegalnej drukarni”; 1961–1962), „Jehowita”, „Powielacz”, „R-65”, „K-68”, „Adaś”, „Melina”, „Układny”, „Babilon”, „Fanatyk”, „Kurier”, „Kaznodzieja” (1961–1978).
W połowie lat 60. XX wieku rozpoczęto organizowanie większych zgromadzeń, tzw. konwencji leśnych. Wyznawcy za działalność religijną oraz za odmowę służby wojskowej byli skazywani na kary więzienia.
Działalność wydawnicza publikacji religijnych była prowadzona konspiracyjnie w ukrytych ośrodkach drukarskich na terenie województwa (m.in. w Korzecku). Szczególnie od 60. XX wieku głosiciele w lecie prowadzą grupową wyjazdową działalność kaznodziejską na terenach, gdzie jest mniej wyznawców (wcześniejsze nazwy: obozy pionierskie, ośrodki pionierskie, grupy pionierskie).

#### Lata 70. XX wieku
Prowadzono sprawy o kryptonimach: „R-72” (1972–1973) i „Kuźnica” (1970–1978).
Pod koniec 1977 roku przedstawiciele Ciała Kierowniczego Świadków Jehowy oficjalnie spotkali się z niektórymi wyznawcami na terenie obecnego województwa świętokrzyskiego.
Pod koniec lat 70. XX wieku niektórym wyznawcom udało się wyjechać na kongresy poza granice Polski.

#### Lata 80. XX wieku
Od roku 1982 rozpoczęto ponownie wynajmować na zgromadzenia hale sportowe, a w następnych latach również stadiony. W roku 1984 kongres pod hasłem „Rozwój Królestwa” odbył się w Kielcach i Starachowicach.

### Odzyskanie rejestracji prawnej (1989), rozwój działalności

#### Sale Królestwa
Od lat 90. XX w. powstały liczne Sale Królestwa, m.in. kompleks trzech sal w Kielcach w 2005 roku, w 2011 roku – Sala Królestwa w Jakuszowicach k. Kazimierzy Wielkiej, w 2014 roku w Marianowie, w 2018 roku w Sandomierzu i Skarżysku-Kamiennej.

#### Działalność w ośrodkach penitencjarnych
Od roku 1989 specjalnie przygotowani kaznodzieje odwiedzają zakłady karne na terenie województwa (w Kielcach i Pińczowie), aby prowadzić tam działalność kaznodziejską oraz organizować zebrania i uroczystość Pamiątki śmierci Jezusa Chrystusa.

#### Działalność kaznodziejska
W 2008 roku na terenie województwa działało 47 zborów. Pod koniec roku 2010 przybyli misjonarze, absolwenci 129. klasy Szkoły Gilead, aby pomóc w działalności wśród obcokrajowców w Polsce. Zostali skierowani do jednego z kieleckich zborów.
W 2010 roku na terenie województwa było 2988 głosicieli w 47 zborach oraz 17 Sal Królestwa.
Od 2012 roku nastąpiła reorganizacja zborów, wskutek czego zbory stały się większe i lepiej zorganizowane, lecz ich liczba zmniejszyła się.
W roku 2013 wdrożono program świadczenia publicznego na terenie poszczególnych zborów za pomocą wózków z literaturą biblijną.
W Kielcach odbywały się Kursy dla Ewangelizatorów Królestwa (m.in. jesienią 2023 roku – 35. klasa). W 2015 roku było 2966 głosicieli w 32 zborach. W roku 2018 liczba głosicieli wynosiła 2846 należących do 30 zborów, w których usługiwało 183 starszych zboru. W 2019 roku było 2814 głosicieli w 30 zborach, w których usługiwało 185 starszych zboru. W 2021 roku było 2747 głosicieli należących do 30 zborów, w których usługiwało 200 starszych zboru.

#### Bezkrwawa chirurgia
W niektórych placówkach medycznych na terenie województwa świętokrzyskiego zespoły medyczne operują Świadków Jehowy bez krwi.

#### Weryfikacja stanowiska Sądu Najwyższego wobec powojennej działalności Świadków Jehowy (na terenie województwa)
13 kwietnia 2022 roku Sąd Najwyższy (sygn. akt IV KK 343/21) uchylił wyrok i uniewinnił skazanego w roku 1953 za prowadzenie działalności religijnej Świadka Jehowy z Dobrej k. Staszowa.

#### Kongresy regionalne i zgromadzenia obwodowe

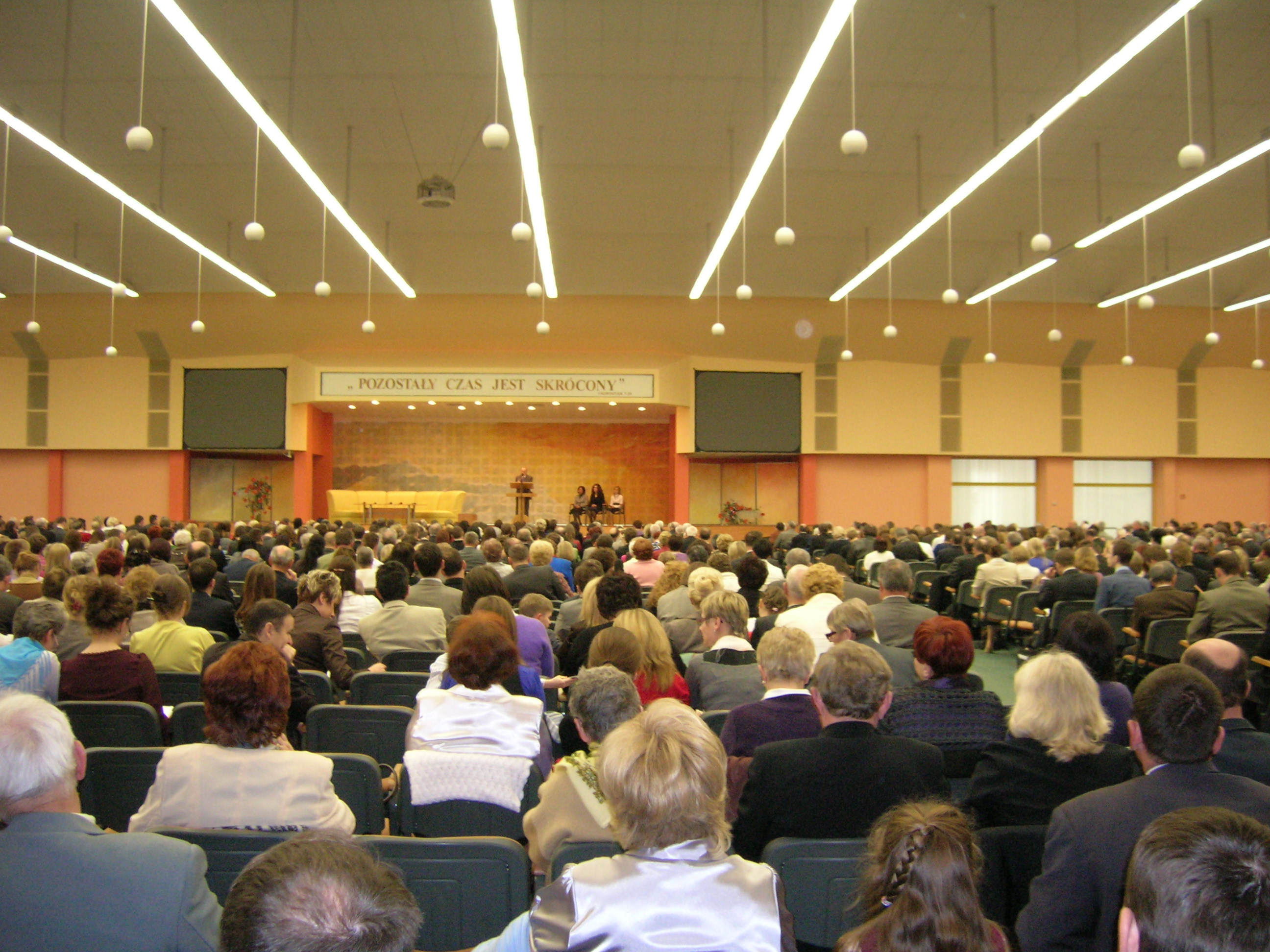
W latach 1999-2017 zbory z południowo-zachodniej części województwa korzystali ze zgromadzeń obwodowych w Centrum Kongresowym w Sosnowcuuwaga1

Kongresy regionalne dla zborów z terenu województwa organizuje się w hali Targi Kielce.
W poprzednich latach kongresy odbyły się na stadionach; najczęściej w Starachowicach, gdzie kongresy odbywały się na stadionie Staru, a także w Kielcach (w latach 2010–2012 w amfiteatrze na Kadzielni, a w 2014, 2017, 2023 i 2024 roku w hali Targi Kielce).
W roku 1991 zgromadzenia obwodowe i specjalne odbywały się m.in. w Hali widowiskowo-sportowej w Kielcach (9, 10 lutego; przeszło 1 tys. obecnych).
W roku 1992 zgromadzenia obwodowe i specjalne odbywały się m.in. w Hali widowiskowo-sportowej w Kielcach (22, 23 lutego; ponad 1200, obecnych oraz 8 listopada; ponad 1500 obecnych, 13 osób zostało ochrzczonych).
W roku 1994 zgromadzenia obwodowe i specjalne odbyły się m.in. w Hali widowiskowo-sportowej w Kielcach (1 maja; 1500 obecnych, ochrzczono 22 osoby oraz 15 i 16 października), w Hali w Starachowicach (1 maja 1994) i w Hali sportowej w Busku-Zdroju (8 i 9 października). W grudniu 1995 roku zgromadzenie obwodowe odbyło się w Kielcach. Kolejne odbyło się 9 i 10 marca 1996 roku w Kielcach (blisko 1000 obecnych, 7 osób zostało ochrzczonych) i Busku-Zdroju (około 700 obecnych) odbyły się zgromadzenia specjalne.
W roku 1995 kongres pod hasłem „Rozradowani chwalcy Boga” dla większości zborów z województwa odbył się na stadionie RKS Radomiak w Radomiu.
W dniach od 19 do 21 lipca 1996 roku kongres okręgowy pod hasłem „Posłańcy pokoju Bożego” odbył się na Stadionie SKS Star Starachowice, w którym wzięło udział około 4,5 tysiąca osób. Na tym samym stadionie w dniach od 25 do 27 lipca 1997 roku miał miejsce kongres okręgowy pod hasłem „Wiara w Słowo Boże”. Uczestniczyło w nim ponad 5 tysięcy osób.
W roku 1998 zgromadzenia obwodowe i specjalne odbyły się m.in.: w Starachowickim Centrum Kultury (9, 10 maja; 600 obecnych),  w Hali widowiskowo-sportowej w Kielcach (8 listopada; 866 obecnych, 7 osób zostało ochrzczonych) i w Hali sportowej w Busku-Zdroju (15 listopada). Kongres okręgowy pod hasłem „Boża droga życia” odbył się w dniach od 3 do 5 lipca 1998 roku na Stadionie SKS Star Starachowice. Na tym stadionie w dniach 25–27 czerwca 1999 roku odbył się również kongres pod hasłem „Prorocze słowo Boże”.
W latach 1999–2017 zbory z powiatów jędrzejowskiego, włoszczowskiego, kazimierskiego i buskiego korzystały ze zgromadzeń obwodowych w Centrum Kongresowym w Sosnowcu (z powiatu kazimierskiego i buskiego – do roku 2008 i w latach 2011–2012, 2015, 2018 i 2019 w Krakowie). Zbory z okolic Sandomierza – korzystają z kongresów regionalnych w Lublinie (poprzednio w Rzeszowie), a ze zgromadzeń obwodowych w Sali Zgromadzeń w Lublinie. Zbory z okolic Ostrowca Świętokrzyskiego,  Starachowic i Skarżyska-Kamiennej ze zgromadzeń obwodowych korzystają w lubelskiej Sali Zgromadzeń, a pozostałe zbory (w tym z Kielc i okolic) – w hali Targi Kielce (w latach 90. XX wieku m.in. w Hali sportowej Iskry w Kielcach, Hali widowiskowo-sportowej w Kielcach).
W roku 2001 kongres okręgowy pod hasłem „Nauczyciele słowa Bożego” odbył się w dniach od 27 do 29 lipca na Stadionie SKS Star Starachowice. Na tym samym stadionie odbył się w dniach od 4 do 6 lipca 2003 roku kongres okręgowy pod hasłem „Oddajcie chwałę Bogu”.
W roku 2007 kongres okręgowy pod hasłem „Naśladuj Chrystusa!” odbył się w dniach od 27 do 29 lipca na Stadionie SKS Star Starachowice. Wzięło w nim udział ponad 4 tys. osób, a ochrzczono 51 osób. W dniach od 11 do 13 lipca 2008 roku kongres okręgowy pod hasłem „Kierowani duchem Bożym” odbył się ponownie na tym samym stadionie. W dniach od 9 do 11 lipca 2010 roku kongres okręgowy pod hasłem „Trwaj przy Jehowie!” odbył się na Stadionie Lekkoatletycznym w Kielcach. Uczestniczyło w nim 3500 osób, 22 zostało ochrzczonych.
W dniach od 8 do 10 lipca 2011 roku kongres okręgowy pod hasłem „Niech przyjdzie Królestwo Boże!” odbył się na kieleckiej Kadzielni. Uczestniczyło w nim ponad 3000 obecnych, a ochrzczono 23 osoby.
W tym samym miejscu odbył się w dniach od 6 do 8 lipca 2012 roku kongres pod hasłem „Strzeż swego serca!”. Brało w nim udział ponad 3,5 tys. osób.
Od 25 do 27 lipca 2014 roku kongres regionalny pod hasłem „Szukajmy najpierw Królestwa Bożego!” odbył się w hali Targi Kielce. Udział wzięło około 4000 osób z 43 zborów z województwa świętokrzyskiego i południowej części województwa mazowieckiego, a 40 osób zostało ochrzczonych. W tej samej hali odbył się w dniach od 7 do 9 lipca 2017 roku kongres regionalny pod hasłem „Nie poddawaj się!”, na którym było ponad 4 tysiące obecnych, ochrzczono 20 osób.
W roku 2015 kongres regionalny pod hasłem „Naśladujmy Jezusa!” oraz w roku 2016 pod hasłem „Lojalnie trwajmy przy Jehowie!” dla większości głosicieli z województwa odbył się na Stadionie Miejskim w Radomiu.
Od 7 do 9 lipca 2017 roku ponad 4 tysiące osób uczestniczyło w kongresie regionalnym pod hasłem „Nie poddawaj się!”, który odbył się w hali Targi Kielce.
Kongres regionalny pod hasłem „Okazujcie cierpliwość!” zorganizowano 28–30 lipca 2023 roku w hali Targi Kielce.
Na tym samym obiekcie odbył się kolejny kongres regionalny pod hasłem „Głośmy dobrą nowinę!” (5–7 lipca 2024 roku).

#### Działalność w polskim języku migowym oraz wśród obcokrajowców
W 2017 roku powstały grupy języka migowego w Kielcach, Ostrowcu Świętokrzyskim i Połańcu (grupa działająca do wiosny 2022 roku).
Od roku 2018 (z przerwą od stycznia 2021 roku do sierpnia 2022 roku) w Kielcach działa grupa rosyjskojęzyczna. W 2019 roku w Starachowicach powstała grupa ukraińskojęzyczna (działająca do końca 2020 roku). W 2023 roku powstała grupa rosyjskojęzyczna w Sandomierzu.
W listopadzie 2024 roku powstała grupa hiszpańskojęzyczna w Starachowicach.

#### Pomoc dla potrzebujących
W czasie powodzi w 2010 roku zorganizowano pomoc humanitarną głównie dla współwyznawców poszkodowanych przez kataklizm w okolicach Sandomierza.
Od końca lutego 2022 roku rozpoczęto organizowanie pomocy dla Świadków Jehowy z Ukrainy, uchodźców – ofiar inwazji Rosji (zorganizowano dyżury na dworcach (m.in. w Kielcach i Sędziszowie), aby móc ich odebrać, zapewnić im bezpłatne zakwaterowanie i wyżywienie w mieszkaniach). W tym celu na terenie województwa powołano jeden z 16 Komitetów Pomocy Doraźnej działających w Polsce, składający się z przeszkolonych wolontariuszy.

## Zbory

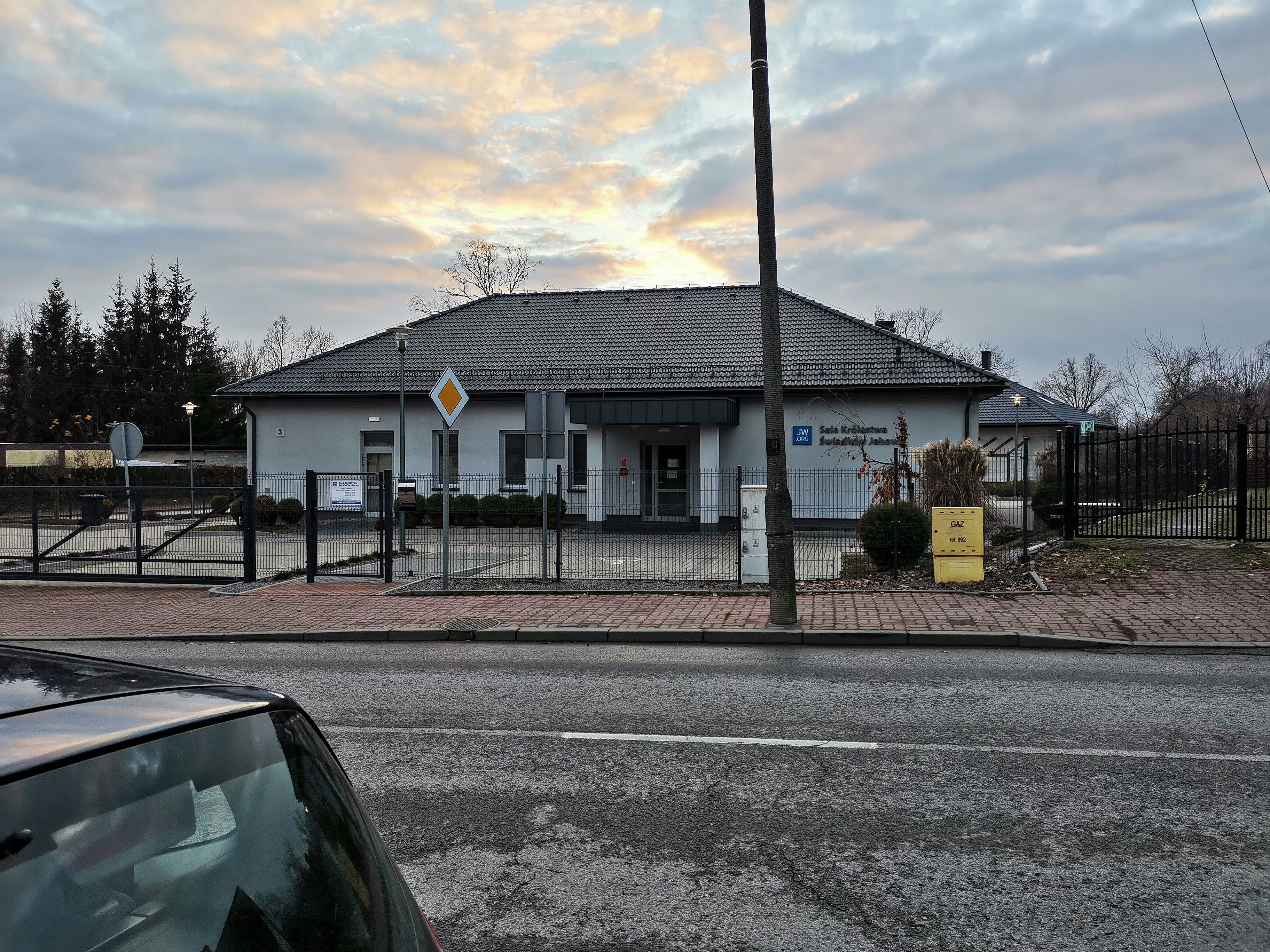
Sala Królestwa Świadków Jehowy w Skarżysku-Kamiennej

Poniższa lista obejmuje zbory zgromadzające się na terenie województwa:
Na terenie miast na prawach powiatu (Kielce)
- Kielce: 5 zborów: Kielce–Barwinek, Kielce–Północ, Kielce–Słowik (w tym grupa języka migowego), Kielce–Wschód (w tym grupa rosyjskojęzyczna), Kielce–Zachód

Na terenie powiatów
- powiat buski: 1 zbór: Busko-Zdrój (Sala Królestwa: Pińczów)
- powiat jędrzejowski: 2 zbory: Jędrzejów, Sędziszów (Sala Królestwa: Marianów)
- powiat kazimierski: 1 zbór: Kazimierza Wielka (Sala Królestwa: Jakuszowice)
- powiat kielecki: 2 zbory: Chmielnik, Daleszyce
- powiat konecki: 1 zbór: Stąporków
- powiat opatowski: 1 zbór: Ożarów (Sala Królestwa: Cegielnia)
- powiat ostrowiecki: 4 zbory: Ostrowiec Świętokrzyski–Północ, Ostrowiec Świętokrzyski–Południe, Ostrowiec Świętokrzyski–Wschód, Ostrowiec Świętokrzyski–Zachód (w tym grupa języka migowego)
- powiat pińczowski: 1 zbór: Pińczów
- powiat sandomierski: 1 zbór: Sandomierz (w tym grupa rosyjskojęzyczna)
- powiat skarżyski: 3 zbory: Skarżysko-Kamienna–Północ, Skarżysko-Kamienna–Południe, Skarżysko-Kamienna–Zachód
- powiat starachowicki: 3 zbory: Starachowice–Południe, Starachowice–Wschód, Starachowice–Zachód (w tym grupa hiszpańskojęzyczna)
- powiat staszowski: 3 zbory: Połaniec, Staszów–Północ, Staszów–Zachód
- powiat włoszczowski: 1 zbór: Włoszczowa